# Windsor Airlift
Winsor Airlift je americký hudební elektronický projekt založený Adamem Youngem (známým hlavně z jeho hlavního projektu Owl City), Andy Johnsonem a Anthony Johnsones na jaře v roce 2002 v Owatonně, Minnesotě. Jedná se o skladby typu ambient a post-rock.
"Jsme instrumentální post rocková skupina. Milujeme Ježíše Krista. Milujeme hudbu. Milujeme vás." – Windsor Airlift

## Historie
Winsor Airlift vznikla na podzim roku 2002 v malém městečku Owatonna v Minnesotě jako punk popová skupina. Své první dílo vydali 25. dubna 2003, nazvali ho The Basement EP, a také pořádali své první vystoupení. Do poloviny roku 2003 pak vystupovali na dalších koncertech, např. Sunshine Festival, Bethel Church a Ironwood Springs.
Po svém vystoupení na Battle of the Bands v roce 2003 se rozhodli změnit své žánrové zaměření a začali psát hudbu ovlivněnou ambientní skupinou Unwed Sailor. Ke konci roku 2003 vydali své další dílo Selections for a Fallen Soldier, což bylo hned na jaře 2004 následováno Selections for a Fallen Soldier, Vol. II.
Ke konci roku 2004 se Windsor Airlift zúčastnili souboje kapel Club 3 Degrees, ale po třetím kole se rozhodli ze soutěže odstoupit. V této době skupina začala vytvářet krátké filmy, které se měly pouštět na starých televizích jako doprovod k jejich písním při koncertech.
Další EP s názvem Hotels, obsahující čtyři skladby, bylo vydáno z kraje roku 2005. Vydali také dvě další alba – Moonfish Parachutist a Qiu!, která byla nahrána ve sklepě u Adama, a ke konci roku 2006 pak ještě EP Ocean City Park. Během let 2005 až 2006 hráli na koncertech a psali hudbu spolu se svým kamarádem a dodatečným členem Michaelem DeMarsem. V roce 2007 Windsor Airlift hrálo dokonce dvakrát s Unwed Sailor, a to v The Vaudeville Mews v Des Moines, Iowě.
Kvůli narůstající popularitě Adamova projektu Owl City se Windsor Airlift po nějakou dobu téměř zastavilo. Adam a Andy spolupracují na další tvorbě prostřednictvím internetu a vydávají album Beneath The Crystal Waves.
Dva dny před svatbou Andyho v roce 2009 vydává Windsor Airlift album In We Rule!, což je zároveň poslední Adamovou tvorbou v projektu, neboť od té doby se začal věnovat převážně jen Owl City.
Windsor Airlift vydává v říjnu 2010 další album Flight, které obsahovalo ještě kousky vytvořené před Adamovým odchodem. Zhruba v této době se Windsor Airlift rozhodla vydat kompilaci, která obsahovala EP Ocean City Park a Beneath The Crystal Waves.
22. prosince 2011 Windsor Airlift odstartovali soutěž o návrh obalu alba pro blížící se album "The Meadow", které vydali 20. ledna 2012. Už 9. března 2011 k tomuto albu vydali na MySpace demo píseň z alba. Pár dnu po vydání "The Meadow" Anthony Johnson publikoval na Tumblr blogu články vysvětlující inspiraci pro toto album.
28. dubna 2012 Windsor Airlift uspořádali koncert ve svém rodném městečku Owatonně, kde se k nim přidal i bývalý člen Michael DeMars. Dva dny poté se účastnili také koncertu spolu se skupinami Carinthia a Swimming With Dolphins ve the Varsity Theater v Minneapolis, ze kterého vzniklo 25. května album "Live at the Varsity Theater".
30. května 2013 skupina nahrála na YouTube video prozrazující záměr vytvořit nové album "Moonfish Parachutist 2". Píseň z tohoto videa "Silhouette Harbor" byla právě z budoucího alba, jenže to dosud nebylo vydáno a skladba byla později přesunuta na album "Music".
V září 2013 Windsor Airlift oznámila, že bude vybírat peníze, aby mohla k albu "Music" vytvořit CD. Také vyhlásili další soutěž o návrh obalu alba., které bylo 23. září 2013 vydáno a do dvou dnů poté se umístilo na 84. příčce na iTunes electronic charts. 22. září vychází také krátké EP "The Forest Sings to Distant Shores" o třech skladbách.
31. prosince 2013 je vydán single "December", který je později na určitou dobu zdarma ke stažení.
6. dubna 2014 vydalina instagramu krátkou ukázku ze skladby, na které pracovali A asi po týdnu oznámili, že píseň se jmenuje "Beginnings".
10. srpna znovu vydali své debutové album Moonfish Parachutist jako zdarma ke stažení na Dropboxu.
30. srpna vystupovali Windsor Airlift spolu s Unwed Sailor v the Vaudeville Mews v Des Moines, Iowě, kde se k nim znovu přidal Michael DeMars jako kytarista. Z tohoto vystoupení vydali krátký záznam a zveřejnili jej na YouTbe.
3. prosince Windsor Airlift vydali vánočně zaměřené EP o pěti skladbách s názvem Music for Christmas.

## Hudební styl a vlivy
Windsor Airlift přináši mix kytary, baskytary, klavíru, kláves, syntetizérů a bicí. Jelikož je to instrumentálně založená skupiny, v písních nevystupují žádní zpěváci, maximálně se tam nachází kousky z filmů či zvukových záznamů slavných projevů. Pro Windsor Airlift je také typické, že na koncertech hrají otočení zády k publiku, aby se pozornost nevěnovala jim, ale jejich hudbě.
Windsor Airlift byla původně punk-popová skupina ovlivněná křesťanskými kapelami jako Relient K, Philmore a Ace Troubleshooter. Jejich současné zaměření na ambientní post-rockový žánr je silně ovlivněno skupinou Unwed Sailor. Dalším významným vlivem je jejich křesťanská víra a pohled na svět. To lze vidět třeba v písni "Owl" (kde je také kousek ze zvukového záznam filmu Trosečník) z EP Hotels.
Anthony Johnson v jednom dokumentárním záznamu Windsor Airlift uvedl, že dříve, když skupina potřebovala inspiraci, tak rozbíjeli různé věci, což vysvětluje tu řadu videí, které zveřejňovali na YouTube a kde házejí a rozbíjejí staré televize a další věci.

## Další projekty

### The Atlantic/Glacier Island
V roce 2004 Andy Johnson, Anthony Johnson a Adam Young vytvořili elektronický hudební projekt "The Atlantic". Vydali pár písní a pak se na řadu let odmlčeli. Andy a Anthony projekt znovu rozjeli v roce 2010, ale už ne pod názvem "The Atlantic", ale přejmenovali jej na "Glacier Island". Od té doby skupina vydala dvě alba nazvaná From Pelican Shores (2010) a The Campfire Lullabies (2012). Obě alba byla 16. srpna, jen s dvouroční mezerou.
Píseň "Boat" z alba From Pelican Shores se vztahuje ke stejnojmenné skladbě "Boat" z prvního díla Windsor Airlift The Basement EP, a to s odlišným zvukem a žánrem.
2. května 2013 bylo na YouTube zveřejněno video pro píseň "Nostalgia" z alba The Campfire Lullabies.
10. května 2013 hráli Glacier Island na vystoupení ve Wooly's v Des Moines, Iowě, ze které Andy zveřejnil na YouTube záznam.

### The Perfect Theory
Roku 2006 Andy Johnson a Anthony Johnson vytvořili vedlejší projekt nazvaný "The Perfect Theory". Spousta z jejich písní byla produkována Waldorf College, což je škola, kterou navštěvovali Andy a Anthony. Adam Young vystupoval v písních "Prom Song" a "Without You Baby". "The Perfect Theory" byl ukončen roku 2009.

### Dolphin Park
V roce 2007 zakládají Andy Johnson, Anthony Johnson a Adam Young další ambientní instrumentální projekt s názvem Dolphin Park. Vydali čtyři písně, které se později staly součástí EP Beneath The Crystal Waves z roku 2008 projektu Windsor Airlift. Také singl "The Theme for Moonglow" od Windsor Airlift pochází původně z "Dolphin Park".

### Další menší projekty
Trojice Andy Johnson, Anthony Johnson a Adam Young během let 2005 až 2007 vytvořila ještě mnoho další projektů.
V roce 2007 Andy a Anthony dávají vzniknout malému projektu o jedné písni "Casey's Pizza". Žánrem měl být rap.
Z kraje roku 2012 vydává Andy sólo worship album Love Songs. A ke konci téhož roku vytváří projekt "Lantern Music", jehož cílem je usnadnit a zpříjemnit dětem zapamatování si Bible.
Občas Andy vytvoří nějaký cover písní Owl City, např. "Sky Diver" či "Metropolis". I když už Adam není členem Windsor Airlift, na jejich facebookových stránkách je stále napsán jako člen. Windsor Airlift také zveřejňovali informace o vydání nového alba The Pacific EP Adamova vedlejšího instrumentálního projektu Port Blue. Na jejich stránkách na Facebooku se rovněž nachází fotografie s Adamem z dob jejich společného dětství.

## Diskografie
Studiová alba
- Moonfish Parachutist (2005)
- Qiu! (2005)
- Flight (2010)
- The Meadow (2012)
- Music (2013)

EP
- The Basement EP (2003)
- Selections for a Fallen Soldier (2003)
- Selections for a Fallen Soldier, Vol. II (2004)
- Hotels (2005)
- Ocean City Park (2006)
- Beneath The Crystal Waves (2008) (EP původně z Dolphin Park)
- We Rule! (2009)
- The Forest Sings to Distant Shores (2013)
- Songs for Christmas (2014)

Singly
- "The Theme for Moonglow" (2008–2012) (původně od Dolphin Park)
- "Seaboards" (2008)
- "Camera Blizzard" (2010)
- "Hallogen" (2010)
- "Basketball (Abridged)" (2013)
- "December" (2013) (známé také pod názvem "Winter")
- "I am Hercules" (rok není známý)
- "White Shores" (rok není známý)
- "You Mess with Kurt and You Go in the Grinder" (rok není známý)

Další alba
- Live at the Varsity Theater (2012) (nahráno v The Varsity Theater v Minneapolis, Minnesota 30. dubna 2012)
- Ocean City Park and Beneath The Crystal Waves (2010)

Nevydané
- Moonfish Parachutist 2

## Členové
Současní členové
- Andy Johnson – kytara, počítač, klávesy, bubny (2002–současnost)
- Anthony Johnson – baskytara (2002–současnost)

Dřívější členové
- Adam Young – bubny (2002–2009)
- Michael DeMars – kytara (2004–2005)

Členové při koncertech
- Emily Johnson – klávesy (2012–2013)
- Scott Gratton – kytara (2012–2013)
- Daniel Johnson – bubny (2012–2013)
- Daniel Jorgensen – klávesy, bubny (2014)